# Gran Premio motociclistico di Spagna 2001
Il Gran Premio motociclistico di Spagna 2001 corso il 6 maggio, è stato il terzo Gran Premio della stagione 2001 del motomondiale e ha visto vincere la Honda di Valentino Rossi nella classe 500, Daijirō Katō nella classe 250 e Masao Azuma nella classe 125.

## Classe 500

### Arrivati al traguardo
| Pos | Nº | Pilota                   | Squadra                    | Motocicletta | Giri | Tempo     | Griglia | Punti |
| --- | -- | ------------------------ | -------------------------- | ------------ | ---- | --------- | ------- | ----- |
| 1   | 46 | Valentino Rossi          | Nastro Azzurro Honda       | Honda        | 27   | 47:15.126 | 1       | 25    |
| 2   | 6  | Norick Abe               | Antena 3 Yamaha-d'Antin    | Yamaha       | 27   | +2.307    | 3       | 20    |
| 3   | 28 | Àlex Crivillé            | Repsol YPF Honda           | Honda        | 27   | +2.845    | 12      | 16    |
| 4   | 56 | Shin'ya Nakano           | Gauloises Yamaha Tech 3    | Yamaha       | 27   | +4.157    | 4       | 13    |
| 5   | 11 | Tōru Ukawa               | Repsol YPF Honda           | Honda        | 27   | +5.932    | 6       | 11    |
| 6   | 4  | Alex Barros              | West Honda Pons            | Honda        | 27   | +7.577    | 7       | 10    |
| 7   | 1  | Kenny Roberts Jr         | Telefonica Movistar Suzuki | Suzuki       | 27   | +14.459   | 8       | 9     |
| 8   | 65 | Loris Capirossi          | West Honda Pons            | Honda        | 27   | +18.970   | 2       | 8     |
| 9   | 5  | Garry McCoy              | Red Bull Yamaha WCM        | Yamaha       | 27   | +19.725   | 11      | 7     |
| 10  | 15 | Sete Gibernau            | Telefonica Movistar Suzuki | Suzuki       | 27   | +20.239   | 14      | 6     |
| 11  | 3  | Max Biaggi               | Marlboro Yamaha            | Yamaha       | 27   | +20.621   | 5       | 5     |
| 12  | 41 | Noriyuki Haga            | Red Bull Yamaha WCM        | Yamaha       | 27   | +29.891   | 10      | 4     |
| 13  | 17 | Jurgen van den Goorbergh | Proton TEAM KR             | Proton KR    | 27   | +42.838   | 9       | 3     |
| 14  | 7  | Carlos Checa             | Marlboro Yamaha            | Yamaha       | 27   | +45.530   | 13      | 2     |
| 15  | 14 | Anthony West             | Dee Cee Jeans Racing       | Honda        | 27   | +45.848   | 19      | 1     |
| 16  | 9  | Leon Haslam              | Shell Advance Honda        | Honda        | 27   | +1:02.358 | 16      |       |
| 17  | 16 | Johan Stigefelt          | Sabre Sport                | Sabre V4     | 27   | +1:13.081 | 18      |       |
| 18  | 24 | Jason Vincent            | Pulse GP                   | Pulse        | 27   | +1:23.194 | 20      |       |
| 19  | 68 | Mark Willis              | Pulse GP                   | Pulse        | 26   | +1 giro   | 22      |       |

### Ritirati
| Nº | Pilota            | Squadra                 | Motocicletta | Giri | Griglia |
| -- | ----------------- | ----------------------- | ------------ | ---- | ------- |
| 8  | Chris Walker      | Shell Advance Honda     | Honda        | 5    | 17      |
| 10 | José Luis Cardoso | Antena 3 Yamaha-d'Antin | Yamaha       | 4    | 15      |
| 21 | Barry Veneman     | Dee Cee Jeans Racing    | Honda        | 3    | 21      |

### Non partiti
| Nº | Pilota         | Squadra                 | Motocicletta |
| -- | -------------- | ----------------------- | ------------ |
| 19 | Olivier Jacque | Gauloises Yamaha Tech 3 | Yamaha       |
| 12 | Haruchika Aoki | Arie Molenaar Racing    | Honda        |

### Non qualificato
| Nº | Pilota          | Squadra | Motocicletta |
| -- | --------------- | ------- | ------------ |
| 26 | Vladimír Častka | Paton   | Paton        |

## Classe 250

### Arrivati al traguardo
| Pos | Nº | Pilota            | Squadra                     | Motocicletta | Giri | Tempo     | Griglia | Punti |
| --- | -- | ----------------- | --------------------------- | ------------ | ---- | --------- | ------- | ----- |
| 1   | 74 | Daijirō Katō      | Telefonica Movistar Honda   | Honda        | 25   | 43:49.748 | 1       | 25    |
| 2   | 31 | Tetsuya Harada    | MS Aprilia Racing           | Aprilia      | 25   | +11.789   | 5       | 20    |
| 3   | 5  | Marco Melandri    | MS Aprilia Racing           | Aprilia      | 25   | +17.335   | 6       | 16    |
| 4   | 34 | Marcellino Lucchi | MS Aprilia Racing           | Aprilia      | 25   | +17.870   | 2       | 13    |
| 5   | 10 | Fonsi Nieto       | Valencia Circuit Aspar      | Aprilia      | 25   | +23.696   | 4       | 11    |
| 6   | 7  | Emilio Alzamora   | Telefonica Movistar Honda   | Honda        | 25   | +24.979   | 11      | 10    |
| 7   | 44 | Roberto Rolfo     | Safilo Oxydo Race           | Aprilia      | 25   | +25.757   | 12      | 9     |
| 8   | 15 | Roberto Locatelli | MS Eros Ramazzotti Racing   | Aprilia      | 25   | +32.201   | 3       | 8     |
| 9   | 21 | Franco Battaini   | MS Eros Ramazzotti Racing   | Aprilia      | 25   | +39.404   | 9       | 7     |
| 10  | 99 | Jeremy McWilliams | Aprilia Grand Prix          | Aprilia      | 25   | +39.510   | 8       | 6     |
| 11  | 66 | Alex Hofmann      | Dark Dog Racing Factory     | Aprilia      | 25   | +53.435   | 18      | 5     |
| 12  | 8  | Naoki Matsudo     | Petronas Sprinta Yamaha TVK | Yamaha       | 25   | +53.471   | 7       | 4     |
| 13  | 6  | Alex Debón        | Valencia Circuit Aspar      | Aprilia      | 25   | +1:02.113 | 10      | 3     |
| 14  | 12 | Klaus Nöhles      | MS Aprilia Racing           | Aprilia      | 25   | +1:02.437 | 14      | 2     |
| 15  | 57 | Lorenzo Lanzi     | Campetella Racing           | Aprilia      | 25   | +1:07.791 | 24      | 1     |
| 16  | 42 | David Checa       | Team Fomma                  | Honda        | 25   | +1:12.964 | 16      |       |
| 17  | 20 | Jerónimo Vidal    | PR2 Metrored                | Aprilia      | 25   | +1:16.192 | 19      |       |
| 18  | 81 | Randy de Puniet   | Equipe de France - Scrab GP | Aprilia      | 25   | +1:35.023 | 13      |       |
| 19  | 19 | Julien Allemand   | Antena 3 Yamaha-d'Antin     | Yamaha       | 25   | +1:35.337 | 23      |       |
| 20  | 55 | Diego Giugovaz    | Edo Racing                  | Yamaha       | 25   | +1:37.041 | 27      |       |
| 21  | 39 | Ismael Bonilla    | BRT Ismael Bonilla          | Honda        | 24   | +1 giro   | 26      |       |
| 22  | 38 | Álvaro Molina     | Kolmer Racing               | Yamaha       | 24   | +1 giro   | 25      |       |
| 23  | 98 | Katja Poensgen    | Dark Dog Racing Factory     | Aprilia      | 24   | +1 giro   | 29      |       |
| 24  | 23 | Cesar Barros      | Yamaha Kurz                 | Yamaha       | 24   | +1 giro   | 28      |       |
| 25  | 16 | David Tomás       | By Queroseno Racing         | Honda        | 24   | +1 giro   | 30      |       |
| 26  | 45 | Stuart Edwards    | FCC-TSR                     | Honda        | 24   | +1 giro   | 31      |       |
| 27  | 41 | Dámaso Nácher     | PR2 Metrored                | Honda        | 24   | +1 giro   | 32      |       |

### Ritirati
| Nº | Pilota           | Squadra                     | Motocicletta | Giri | Griglia |
| -- | ---------------- | --------------------------- | ------------ | ---- | ------- |
| 22 | David de Gea     | Antena 3 Yamaha-d'Antin     | Yamaha       | 24   | 22      |
| 18 | Shahrol Yuzy     | Petronas Sprinta Yamaha TVK | Yamaha       | 18   | 15      |
| 37 | Luca Boscoscuro  | Campetella Racing           | Aprilia      | 12   | 20      |
| 9  | Sebastián Porto  | Yamaha Kurz                 | Yamaha       | 7    | 17      |
| 50 | Sylvain Guintoli | Equipe de France - Scrab GP | Aprilia      | 5    | 21      |

## Classe 125

### Arrivati al traguardo
| Pos | Nº | Pilota            | Squadra                  | Motocicletta | Giri | Tempo     | Griglia | Punti |
| --- | -- | ----------------- | ------------------------ | ------------ | ---- | --------- | ------- | ----- |
| 1   | 4  | Masao Azuma       | Liegeois Competition     | Honda        | 23   | 42:09.849 | 8       | 25    |
| 2   | 9  | Lucio Cecchinello | MS Aprilia LCR           | Aprilia      | 23   | +4.623    | 3       | 20    |
| 3   | 23 | Gino Borsoi       | LAE - UGT 3000           | Aprilia      | 23   | +5.753    | 9       | 16    |
| 4   | 5  | Noboru Ueda       | FCC-TSR                  | TSR-Honda    | 23   | +10.197   | 7       | 13    |
| 5   | 29 | Ángel Nieto Jr    | Viceroy Team             | Honda        | 23   | +10.384   | 20      | 11    |
| 6   | 31 | Ángel Rodríguez   | Valencia Circuit Aspar   | Aprilia      | 23   | +10.604   | 15      | 10    |
| 7   | 15 | Alex De Angelis   | Matteoni Racing          | Honda        | 23   | +10.747   | 16      | 9     |
| 8   | 11 | Max Sabbatani     | Bossini Fontana Racing   | Aprilia      | 23   | +15.231   | 14      | 8     |
| 9   | 39 | Jaroslav Huleš    | Matteoni Racing          | Honda        | 23   | +15.798   | 23      | 7     |
| 10  | 26 | Daniel Pedrosa    | Telefonica Movistar jnr  | Honda        | 23   | +19.497   | 12      | 6     |
| 11  | 21 | Arnaud Vincent    | Team Fomma               | Honda        | 23   | +24.705   | 18      | 5     |
| 12  | 7  | Stefano Perugini  | Italjet Racing           | Italjet      | 23   | +27.712   | 4       | 4     |
| 13  | 24 | Toni Elías        | Telefonica Movistar jnr  | Honda        | 23   | +28.109   | 6       | 3     |
| 14  | 25 | Joan Olivé        | Telefonica Movistar jnr  | Honda        | 23   | +28.221   | 25      | 2     |
| 15  | 18 | Jakub Smrž        | Budweiser Budvar Hanusch | Honda        | 23   | +28.969   | 26      | 1     |
| 16  | 44 | Héctor Faubel     | Valencia Circuit - Aspar | Aprilia      | 23   | +33.743   | 24      |       |
| 17  | 28 | Gábor Talmácsi    | Racing Service           | Honda        | 23   | +33.905   | 13      |       |
| 18  | 10 | Jarno Müller      | PEV-Spalt-ADAC Sachsen   | Honda        | 23   | +38.247   | 22      |       |
| 19  | 12 | Raúl Jara         | MS Aprilia LCR           | Aprilia      | 23   | +58.393   | 27      |       |
| 20  | 34 | Eric Bataille     | Axo Racing               | Honda        | 23   | +1:13.859 | 30      |       |

### Ritirati
| Nº | Pilota               | Squadra                | Motocicletta | Giri | Griglia |
| -- | -------------------- | ---------------------- | ------------ | ---- | ------- |
| 54 | Manuel Poggiali      | Gilera Racing          | Gilera       | 22   | 2       |
| 43 | Daniel Piñera        | By Queroseno Racing    | Honda        | 21   | 31      |
| 41 | Yōichi Ui            | L & M Derbi            | Derbi        | 19   | 1       |
| 22 | Pablo Nieto          | L & M Derbi            | Derbi        | 18   | 17      |
| 14 | Phillipp Hafeneger   | Liegeois Competition   | Honda        | 18   | 32      |
| 20 | Gaspare Caffiero     | Bossini Fontana Racing | Aprilia      | 10   | 10      |
| 8  | Gianluigi Scalvini   | Italjet Racing         | Italjet      | 9    | 21      |
| 19 | Alessandro Brannetti | Team Crae              | Aprilia      | 7    | 28      |
| 27 | Marco Petrini        | Racing Service         | Honda        | 7    | 29      |
| 6  | Mirko Giansanti      | Axo Racing             | Honda        | 6    | 19      |
| 17 | Steve Jenkner        | LAE - UGT 3000         | Aprilia      | 6    | 11      |
| 16 | Simone Sanna         | Safilo Oxydo Race      | Aprilia      | 4    | 5       |